# Kaiyo Maru 5
Kaiyo Maru 5 – japoński statek badawczy, który zatonął 24 września 1952 roku na Pacyfiku.
Statek prowadził badania erupcji podmorskiego wulkanu Myōjin-shō usytuowanego około 450 km na południe od Tokio. W trakcie badań bezpośrednio nad kominem wulkanu został wciągnięty do oceanu. Katastrofa pochłonęła 31 ofiar. 
Nazwa wulkanu pochodzi od kutra rybackiego Myōjin-maru, którego załoga jako pierwsza była świadkiem wielkiej erupcji wulkanu w 1952 roku. 